# 동해 삼화사 소장 덕주사본 천지명양수륙재의찬요
동해 삼화사 소장 덕주사본 천지명양수륙재의찬요(東海 三和寺 所藏 『德周寺本 天地冥陽水陸齋儀纂要』)는 대한민국 강원특별자치도 동해시 삼화동 삼화사에 있는, 수륙재의 제반 의식에 필요한 절차의 요점만을 뽑아 간결하게 정리하여 設行者의 편의를 도모하고자 편찬한 의식집이다. 2011년 6월 17일 강원특별자치도의 유형문화재 제156호로 지정되었다.

## 개요
表題는 ‘中禮文’, 내지 첫 면에 ‘天地冥陽水陸齋儀纂要’로 되어있다. 7행 17자 65장으로 구성되어 있고, 서울대규장각본과 체제가 동일하다. 권말에 ‘萬曆七年己卯仲夏忠淸道忠州月岳山德周寺開板’이란 간기가 판각되어 있어 1579년 월악산 덕주사에서 간행한 것임을 알 수 있다.
이 책은 수륙재의 제반 의식에 필요한 절차의 요점만을 뽑아 간결하게 정리하여 設行者의 편의를 도모하고자 편찬한 의식집으로, ‘中禮文’으로 약칭되기도 한다. 삼화사에서 국행수륙대재 설행 시 참고서적으로 활용하였다.
수륙재는 불교에서 물과 육지에서 헤매는 외로운 영혼과 餓鬼를 달래며 위로하기 위하여 불법을 강설하고 음식을 베푸는 종교의식이다. 수륙재에 대한 일반적 견해는 중국 梁武帝가 神僧에게 감명을 받고 부처님 십대제자 중 한 사람인 아란의 종교체험에 의한 佛說面燃餓鬼神衆經 등을 바탕으로 수륙재의 儀文을 만들어 天監 4년(505)부터 중국에서 시행된 것으로 알려져 있다. 한국의 수륙재는 고려 광종 21년(970) 수륙도량을 설했다는 기록이 전하고 충혜왕 때는 ｢천지명양수륙재의｣등의 우리식 수륙재의문이 편찬되어 있다.
삼화사의 국행수륙대재는 태조 4년(1395)에 시작되었는데, 이는 삼척지역에 유폐되었던 공양왕의 絞殺에 의한 영혼을 달래고, 이와 관련된 有主無主의 孤魂을 천도하여 사회적 안정을 기하려는 목적에서 매년 春秋로 설행하면서 정례화 된 국행수륙대재로 자리 잡게 되었다.

## 같이 보기
- 삼화사
- 삼화사 수륙재
- 동해 삼화사 소장 갑사본 천지명양수륙재의찬요 - 강원도 유형문화재 제150호

## 참고 자료
- 동해 삼화사 소장 덕주사본 천지명양수륙재의찬요 - 국가유산청 국가유산포털